# Kreuztragung Christi

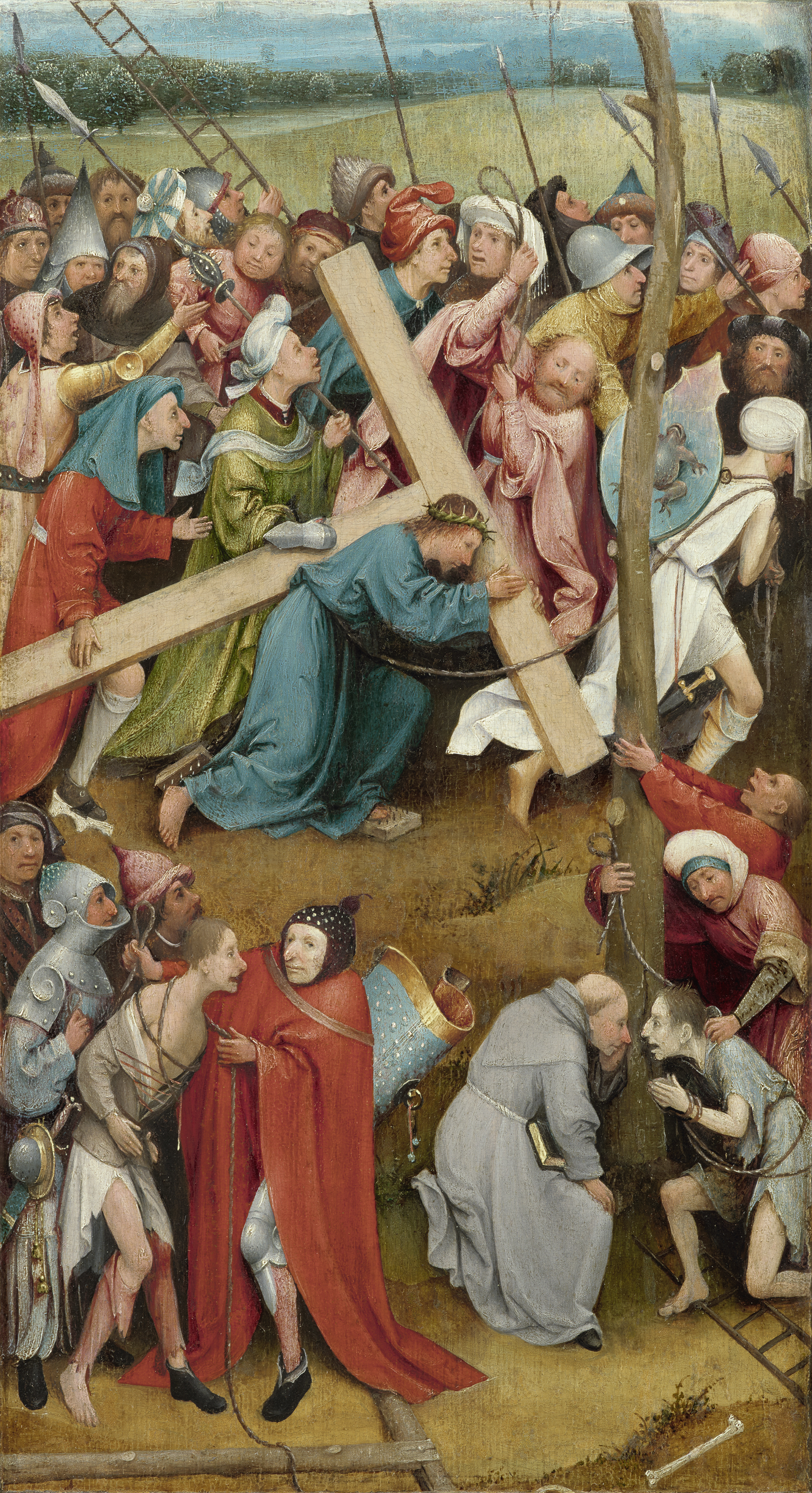
Kreuztragung Christi von Hieronymus Bosch (um 1480), Kunsthistorisches Museum

Die Kreuztragung Christi bezeichnet einen Abschnitt der Leidensweges von Jesus Christus. Sie wird im Neuen Testament in Joh 19,17 , Mt 27,31–32 , Mk 15,20–21  und Lk 23,26–32  beschrieben. Die synoptischen Evangelien erwähnen Simon von Cyrene als Kreuzträger; das Johannesevangelium nennt nur Jesus als den, der das Leidenswerkzeug – das Kreuz – nach Golgota trug, zum Ort der Kreuzigung.

## Geschichte
Der Kreuzweg als Darstellung des Leidensweges Christi mit vierzehn Stationen entwickelte sich im 17. Jahrhundert mit den Franziskanern. Papst Clemens XII. erkannte im Jahr 1731 mit seinem Breve Unterweisungen über die Art, wie man den Kreuzweg abhalten soll diese Form des Kreuzwegs als kanonisch an und bedachte ihn mit Ablässen. Zu vielen Klöstern und Klosterkirchen der Franziskaner entstanden nun Kreuzwege nach diesem Modell. Die Stationen der Kreuztragung gehen von der 2. Station Jesus nimmt das Kreuz auf seine Schultern bis zur 9. Station Jesus fällt zum dritten Mal unter dem Kreuz.
Im 18. Jahrhundert entwickelte sich insbesondere in Franken das Motiv der Kreuztragung zu einer Sonderform der Bildstöcke, den sogenannten Kreuzschleppern weiter.

## Bildende Kunst
- Kreuztragung Christi, gemalt von Raffael (um 1514–1517)
- Die Kreuztragung Christi, gemalt von Pieter Bruegel der Ältere (1564)